# アイヴァー・ノヴェロ賞
アイヴァー・ノヴェロ賞（Ivor Novello Awards）は、カーディフ生まれのエンターテイナー、アイヴァー・ノヴェロの名を冠したソングライター・作曲家のための賞。英国作曲家協会 (BASCA) により毎年ロンドンで授賞式が開催される。
「ジ・アイヴァーズ (The Ivors)」の通り名で親しまれており、毎年5月に催されイギリスの音楽著作権管理団体「PRS for Music」が後援している。イギリスの作詞作曲の才能ある人々を認定し功績に報いる重要な舞台として、世界中から敬意を払われている。アイヴァーズは出版者やレコード会社から影響力を受ける事なく、批評家団体により公平に審査され贈られる唯一の授賞式である。受賞者には抒情詩のムーサ・エウテルペーのブロンズ彫像が贈られる。1955年以来、1000体を超える像が与えられた。

## 賞のカテゴリ
毎年授与
- Best Song Musically and Lyrically
- Best Contemporary Song
- Album Award
- Best Original Film Score
- Best Television Soundtrack

## 過去の著名な受賞者
- レッド・ツェッペリン
- ブライアン・メイ
- ニール・イネス
- アイアン・メイデン
- ファットボーイ・スリム
- エイミー・ワインハウス
- キャット・スティーヴンス
- スパイス・ガールズ
- ザ・ダークネス
- ブラー
- ダイド
- マドンナ
- ジェフ・リン
- フレディ・マーキュリー

- ボーイ・ジョージ
- デヴィッド・ボウイ
- キャシー・デニス
- レイ・デイヴィス
- ケイト・ブッシュ
- エリック・クラプトン
- ジョン・レノン
- ポール・マッカートニー
- ジョージ・ハリスン
- アニー・レノックス
- マッドネス
- デュラン・デュラン
- ジョージ・マイケル
- ベニー・アンダーソン
- ビョルン・ウルヴァース

- ジャミロクワイ
- ペット・ショップ・ボーイズ
- ロビー・ウィリアムズ
- デイヴ・スチュワート
- スティング
- ゲイリー・バーロウ
- ジョン・タヴナー
- デヴィッド・ギルモア
- フィル・コリンズ
- レディオヘッド
- オアシス
- コールドプレイ
- ダフィー